# Afrička unija
Organizacija afričkoga jedinstva osnovana je 25. svibnja 1963., a naslijedila ju je Afrička unija 2002. godine, sa sjedištem u Adis Abebi, u Etiopiji. U Uniju su učlanjene apsolutno sve države u Africi, ujedinjene, prije svega, kako bi dale mir i sigurnost afričkome kontinentu, što je pretpostavka za svaku vrstu razvitka.
Bivši predsjedatelj Afričke unije, bivši mozambički predsjednik Joachim Chissano, objavio je u Adis Abebi osnivanje Vijeća za mir i sigurnost, tijela organiziranoga prema primjeru Organizacije Ujedinjenih naroda i Europskoj uniji. Među najvećim izazovima s kojima će se trebati suočiti, na kontinentu koji ima više od 830 milijuna stanovnika, od kojih njih 60% ima manje od 20 godina, jest, sad već kronična, politička nestabilnost.

## Članice
- Alžir
- Angola
- Benin
- Bjelokosna Obala
- Bocvana
- Burkina Faso
- Burundi
- Čad
- Demokratska Republika Kongo
- Džibuti
- Egipat
- Ekvatorska Gvineja
- Eritreja
- Esvatini
- Etiopija
- Gabon
- Gambija
- Gana
- Gvineja
- Gvineja Bisau
- Južni Sudan
- Južnoafrička Republika
- Kamerun
- Kenija
- Komori
- Republika Kongo
- Lesoto
- Liberija
- Libija
- Madagaskar
- Malavi
- Mali
- Maroko - napustio prethodnu organizaciju 1984.; no vratio se u uniju 2017. godine.[1]
- Mauricijus
- Mauritanija - suspendirana od državnog udara 2005.; vratila se u uniju 2007.
- Mozambik
- Namibija
- Niger
- Nigerija
- Ruanda
- Sveti Toma i Princip
- Sejšeli
- Senegal
- Sijera Leone
- Somalija
- Srednjoafrička Republika
- Sudan
- Tanzanija
- Togo
- Tunis
- Uganda
- Zambija
- Zapadna Sahara
- Zelenortska Republika
- Zimbabve

## Vanjske poveznice
Službena stranica